# Philip Howard, 20. Earl of Arundel

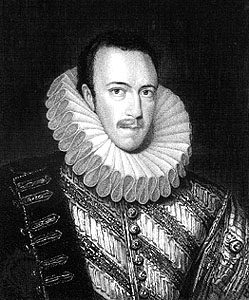
Philip Howard, 20. Earl of Arundel, zeitgenössisches Porträt

Abbildung des Märtyrers Philip Howard in einem Kirchenfenster der Kathedrale von Arundel, West Sussex

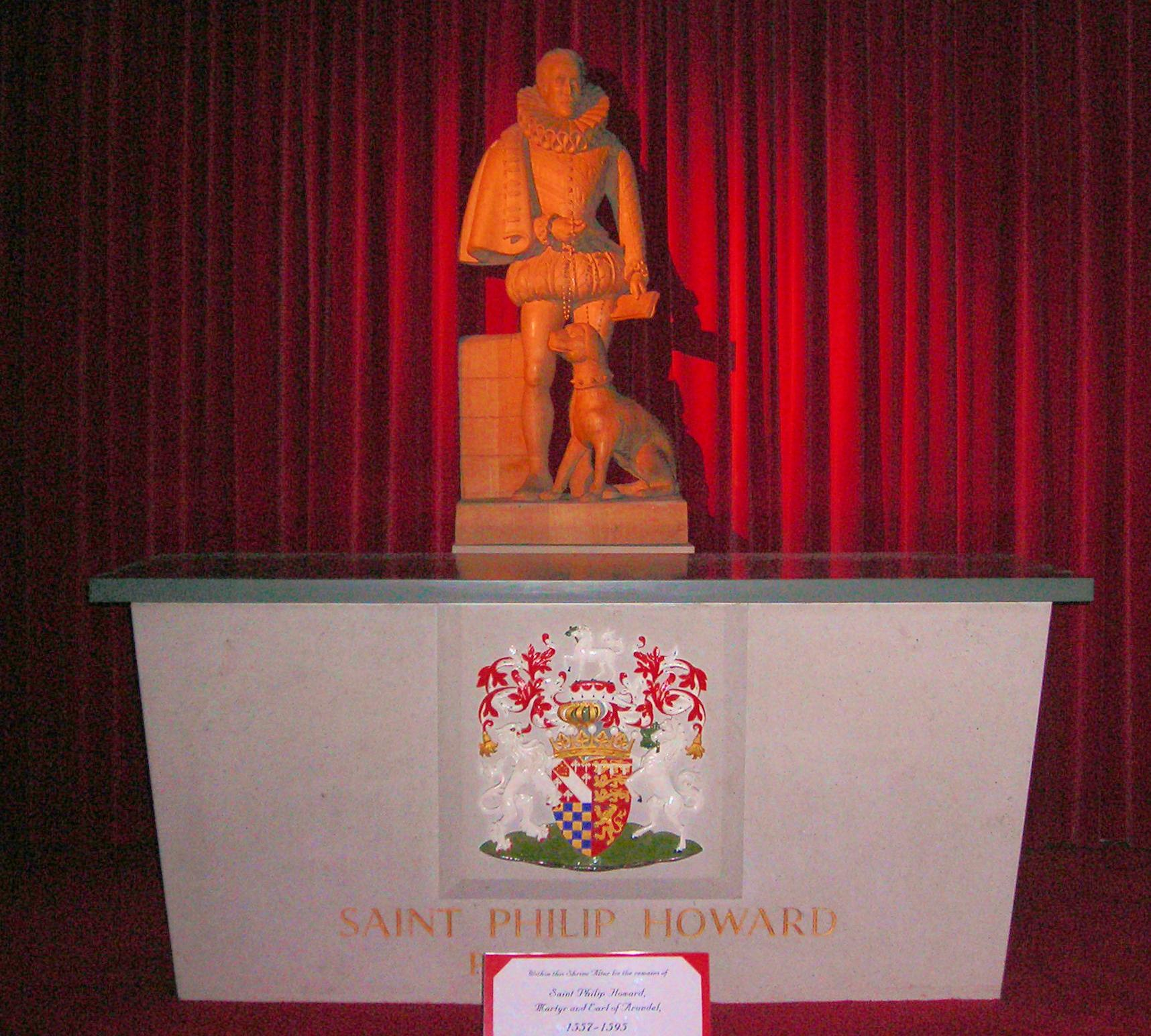
Grabstätte in der Kathedrale von Arundel

Philip Howard, 20. Earl of Arundel (* 28. Juni 1557 in London; † 19. Oktober 1595 ebenda) war ein englischer Adliger und Märtyrer. Er ist ein Heiliger der katholischen Kirche.

## Leben
Philip Howard wurde 1557 als Sohn von Thomas Howard, 4. Duke of Norfolk, und Lady Mary FitzAlan, Tochter von Henry FitzAlan, 19. Earl of Arundel aus dem Haus FitzAlan, geboren. Sein Patenonkel war Philipp II. von Spanien. Sein Vater unterrichtete Howard nach den Grundsätzen von John Foxe und schickte ihn anschließend an die Universität Cambridge.
1580 wurde Philip Howard Earl of Arundel. In dieser Funktion nahm er an den Verhören von Edmund Campion im Tower of London teil. Nachdem seine Frau Anna Dacre bereits 1581 zum Katholizismus übergetreten war, tat dies 1584 Howard ebenso. Am Hof in London wurde dies mit Misstrauen betrachtet, und Howard war gezwungen zu fliehen. Er wurde jedoch schon ein paar Tage später verhaftet und als Gefangener von Elisabeth I. in den Tower gebracht. 1589 wurde er beschuldigt, Initiator einer Messfeier für den Sieg der Spanier gegen England gewesen zu sein, und man verurteilte ihn zum Tode. Das Urteil wurde aber nicht vollstreckt und Howard blieb bis zu seinem natürlichen Tod 1595 im Tower gefangen gehalten und ebenda bestattet. Es besteht der Verdacht, er sei vergiftet worden. 1624 erreichte Howards Witwe bei James I. die Überführung der Gebeine nach Arundel Castle. Von dort wurden sie 1971 in die Kathedrale von Arundel übertragen, die zugleich das Nebenpatrozinium des neu kanonisierten Heiligen erhielt.
Philip Howard wurde 1920 von Pius XI. seliggesprochen, 1970 folgte die Heiligsprechung durch Paul VI. zusammen mit den Vierzig Märtyrern von England und Wales. Sein Gedenktag ist der 19. Oktober.
Thomas Howard, 21. Earl of Arundel ist sein Sohn. 